# Explotación (ecología)

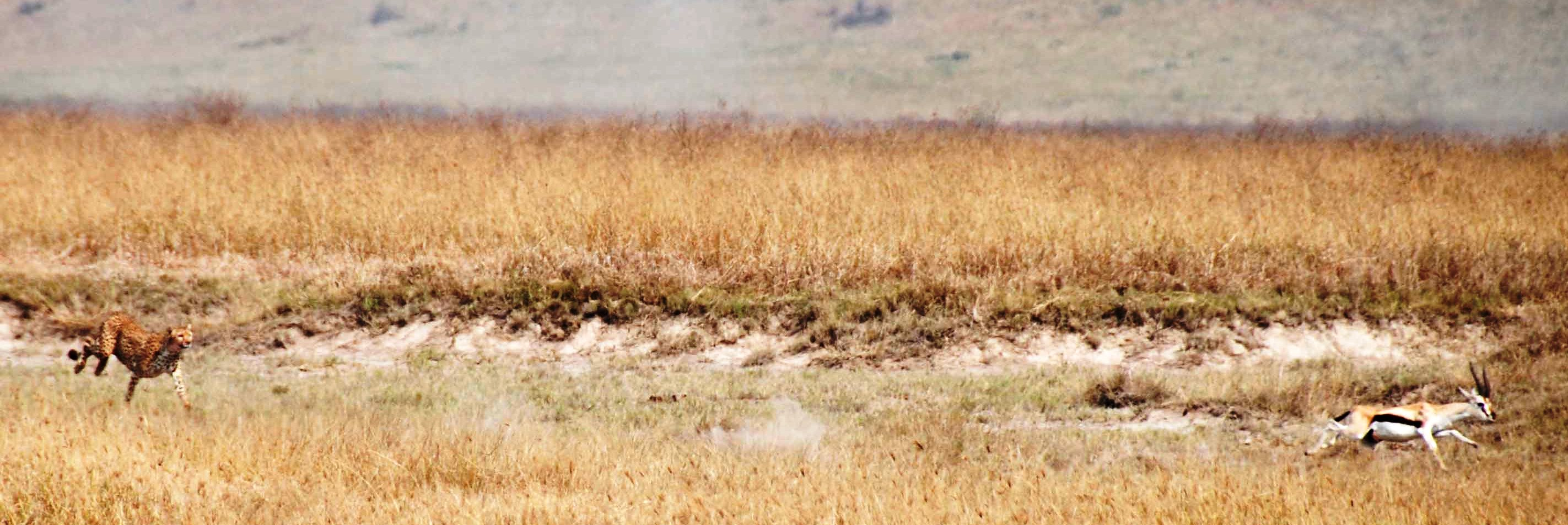

En ecología y biología el término explotación es un tipo de relación interespecífica que ocurre por la interacción de varias especies en la que unas resultan beneficiadas a costa de otras que son perjudicadas. La relación puede ser simbiótica, en los casos de parasitismo, o no simbiótica, en los casos de depredación o de herbivoría.
La explotación se encuentra a menudo en casos de mutualismos generalizados, no específicos como el de las flores y sus polinizadores animales o entre los hongos micorrizos y las plantas.
Sin embargo no conviene utilizar este término como un tipo de relación, sino como un tipo de comportamiento.

## Ejemplos
Algunos insectos y aves se dedican a un comportamiento llamado robo de néctar en que coleccionan néctar sin prestar el servicio de polinización a la planta. Los ladrones de néctar son a menudo parientes cercanos o mímicos de las especies polinizadoras.
Las plantas mico-heterótrofas o parasíticas (tales como Monotropa) extraen nutrientes de los hongos en una red compartida de micorrizas sin contribuir nada al hongo simbionte. Estas plantas parasíticas actúan como explotadores de las micorrizas y de sus plantas simbiontes en tales sistemas.
El ave cuco pone los huevos en el nido de otros pájaros para que le alimenten la cría.